# Zierbund
Der Zierbund, auch zimmermannsmäßige Verzierung genannt, ist ein verzierter Abbund. Diese werden auch heute gerne durch regelmäßig in einer bestimmten Ordnung wiederkehrende Einschnitte verziert. Die meisten der heute noch üblichen Zierformen können bis zu den ältesten erhaltenen Fachwerkbauten zurückverfolgt werden.
Die wichtigsten zimmermannsmäßigen Zierformen sind:
- Seilhieb
- Schrägband
- Prismenband
- Faltband[1]

Daneben sind heute auch moderne Formen anzutreffen wie

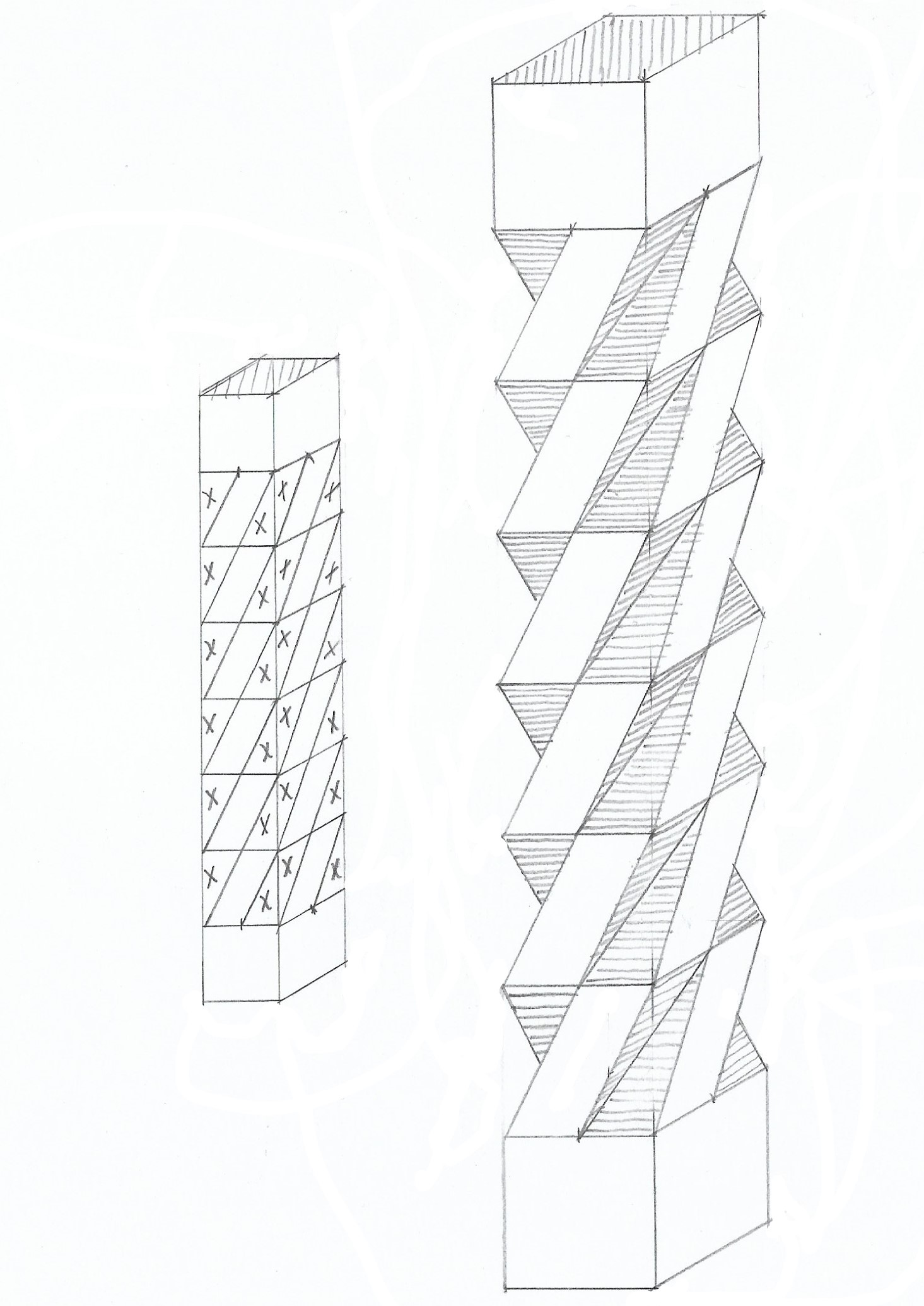
Angerissener und ausgearbeiteter Seilhieb

- Würfelband
- Kerbband
- Stufenprofil
- Kreuzschlag

## Seilhieb
Der Seilhieb ist ein Zierelement an Pfosten und Bügen, das wohl am häufigsten vorkommt. Die Bezeichnung rührt von der Form der Einschnitte her, die wie die Windungen eines Seiles um das Holz erscheinen. In der Ausführung kann der Seilhieb mit kantigen oder abgerundeten Kanten (schrägen, bzw. diagonalen Einschnitten in das Holz) vorgenommen werden. Diese Einschnitte schwächen den Holzquerschnitt erheblich und dürfen nur an – im Verhältnis zu ihrem Querschnitt – gering belasteten Hölzern angebracht werden.
Das Schrägband ist als weitere Entwicklung und Verfeinerung des Seilhiebs anzusehen.